# Ситуаційне навчання
Ситуаційне навчання — це детальний опис та оцінка конкретної ситуації в реальному світі, створений з метою отримання узагальнень та інших інсайтів на її основі. Ситуаційне навчання може стосуватися окремої людини, групи людей, організації чи події, серед іншого.Зосереджуючись на конкретному предметі в його природному середовищі, кейс-стаді може допомогти поліпшити розуміння ширших особливостей і процесів на роботі. Ситуаційне навчання- це метод дослідження, який використовується в багатьох галузях, включаючи бізнес, кримінологію, освіту, медицину та інші форми охорони здоров'я, антропологію, політологію, психологію та соціальну роботу. Дані в ситуаційне навчання можуть бути як якісними, так і кількісними. На відміну від експериментів, де дослідники контролюють і маніпулюють ситуаціями, кейс-стаді вважаються «натуралістичними», оскільки суб'єкти вивчаються в їхньому природному контексті.

## Типи ситуаційних завдань[2]
- Сценарії прийняття рішень: Ці типи сценаріїв представляють вашим учням ситуацію і просять їх прийняти рішення або розв'язати проблему на основі наданої вами інформації.
- Інтерактивні сценарії: Інтерактивні сценарії дозволяють учням взаємодіяти з самим сценарієм. Зазвичай учні роблять це, натискаючи на різні елементи, щоб побачити, як їхні рішення впливають на результат.
- Сценарії з розгалуженням: Сценарії з розгалуженням надають учням кілька шляхів, якими вони можуть піти в залежності від свого вибору. Це означає, що кожен сценарій має безліч потенційних результатів.
- Сценарії на основі історії: Сценарії на основі історії використовують розповідь, щоб залучити учнів і створити більш захоплюючий досвід. Це допомагає їм емоційно пов'язати себе з навчальним матеріалом.
- Імітаційні сценарії: Симуляції дозволяють учням практикувати навички та виконувати завдання в імітованому середовищі. Зазвичай це відбувається за допомогою імерсивної технології або комп'ютерної програми.
- Ігрові сценарії: Ігрові сценарії використовують елементи гейміфікації, такі як бали досвіду, нагороди та таблиці лідерів, щоб залучити учнів і зробити процес навчання приємнішим.

## Переваги ситуаційного навчання[3]
Навчання на основі сценаріїв пропонує численні переваги як для працівників, так і для організацій:
- Покращене запам'ятовування. Таке навчання допомагає працівникам запам'ятовувати та ефективно застосовувати інформацію у своїх ролях, занурюючи їх у реалістичні сценарії.

- Покращення навичок прийняття рішень. Завдяки багаторазовій практиці та впливу різних сценаріїв, працівники можуть покращити свої здібності до прийняття рішень, що робить їх краще підготовленими до вирішення складних ситуацій.
- Безпечне навчальне середовище. Навчання на основі сценаріїв забезпечує безпечний простір для співробітників, де вони можуть зіткнутися з помилками і вчитися на них без реальних наслідків. Вони можуть експериментувати, вдосконалювати свої навички та набувати впевненості.
- Підвищення залученості та мотивації. Інтерактивний характер навчання на основі сценаріїв залучає працівників та мотивує їх до активної участі в навчанні, що призводить до кращого збереження та застосування знань.
- Економічно ефективне навчання. Навчання на основі сценаріїв зменшує потребу в дорогому обладнанні або реальних сценаріях, що робить його економічно вигідним варіантом для організацій.
- Налаштовуваність та адаптивність. Сценарії можуть бути адаптовані до конкретних ролей, галузей або потреб організації, що дозволяє проводити цілеспрямоване та адаптивне навчання.

Сценарне навчання не обмежується лише одним форматом. Воно може охоплювати різні методи, включаючи симуляції віртуальної реальності, рольові вправи, навчання на основі сценаріїв та інтерактивні кейси. Така багатогранність дозволяє організовувати тренінги в різних форматах.

## Ситуаційні завдання у різних галузях
Ситуаційне навчання використовують як метод дослідження в багатьох галузях. Вони особливо популярні в галузі права, бізнесу та навчання працівників; зазвичай вони зосереджуються на проблемі, з якою стикається особа чи організація. Ситуація представляється досить детально, часто з підтверджуючими даними, учасникам дискусії, яких просять надати рекомендації, що допоможуть вирішити заявлену проблему. Бізнес-кейс як метод навчання став популярним у 1920-х роках завдяки викладачам Гарвардської бізнес-школи, які адаптували підхід, що використовувався в Гарвардській юридичній школі, де в аудиторних дискусіях використовувалися реальні кейси. Інші бізнес- та юридичні школи почали складати кейси як навчальні посібники для студентів. У бізнес-школах студентам не надається повний перелік фактів, що стосуються теми, і тому вони змушені обговорювати і порівнювати свої точки зору з точками зору своїх колег, щоб рекомендувати рішення.
У кримінології тематичні дослідження, як правило, зосереджуються на житті окремої особи або групи осіб. Ці дослідження можуть надати особливо цінну інформацію про особистості та мотиви окремих злочинців, але вони можуть страждати від браку об'єктивності з боку дослідників (як правило, через упередженість дослідників при роботі з людьми з кримінальним минулим), а їхні висновки може бути важко узагальнити.
У соціології метод кейс-стаді був розроблений Фредеріком Ле Пле у Франції в 19 столітті. Цей підхід передбачає, що польовий працівник проживає в сім'ї протягом певного періоду часу, збираючи дані про ставлення та взаємодію членів сім'ї, а також про їхні доходи, витрати та матеріальну власність. Подібні підходи використовуються в антропології. Такі дослідження іноді можуть тривати багато років.

## Методи ситуаційного навчання[5]
Інтерактивні симуляції
Інтерактивні симуляції дозволяють працівникам працювати у віртуальному середовищі, що імітує їхній робочий простір. Вони можуть приймати рішення, вирішувати проблеми та відчувати наслідки своїх дій в умовах відсутності ризику.
Рольові ігри
Під час рольових ігор працівники розігрують реальні життєві сценарії, беруть на себе різні ролі та взаємодіють один з одним. Цей метод допомагає їм розвивати навички комунікації, вирішення проблем та прийняття рішень.
Сценарії віртуальної реальності (VR) і доповненої реальності (AR)
Сценарії VR і доповненої реальності використовують передові технології для створення захоплюючого навчального досвіду. Співробітники можуть переміщатися у віртуальному середовищі, взаємодіяти з симульованими об'єктами та практикувати навички в реалістичному, але контрольованому середовищі.
Вирішення реальних проблем
Завдання з вирішення реальних проблем передбачають вирішення працівниками реальних проблем, з якими вони можуть зіткнутися у своїй повсякденній роботі. Цей метод надає практичний досвід, що дозволяє їм розвивати критичне мислення та вміння вирішувати проблеми.
Гейміфікація
Гейміфікація включає в навчальний процес ігрові елементи, такі як змагання, нагороди та таблиці лідерів. Ці методи мотивують працівників до активної участі та навчання, роблячи процес навчання приємним і цікавим.
Навчальні симуляції зі штучним інтелектом
Симуляції на основі штучного інтелекту можуть розумно адаптуватися до дій співробітників і надавати персоналізовані відгуки та рекомендації. Це не тільки підвищує реалістичність.
Віртуальні ментори
Ще однією новою тенденцією в навчанні на основі сценаріїв є інтеграція віртуальних наставників в електронні навчальні курси. Ці віртуальні наставники — інтелектуальні аватари, які проводять співробітників через навчання, пропонуючи поради, підказки та найкращі практики. Вони можуть надавати зворотній зв'язок у режимі реального часу і допомагати працівникам орієнтуватися в складних сценаріях, роблячи процес навчання більш інтерактивним і цікавим.

## Алгоритм технології «ситуаційного навчання»[5]
1.Визначити навчальні цілі
Крок: Чітко визначте, які навички та знання має на меті розвинути навчання.
Дія: Проведіть оцінку потреб, щоб визначити конкретні сфери, в яких працівники потребують вдосконалення. Встановіть вимірювані результати навчання, які відповідають цілям організації.
2.Розробити відповідні сценарії
Крок: Створіть реалістичні та релевантні сценарії, які відображають реальні виклики, з якими стикаються працівники.
Дія: Співпрацюйте з профільними експертами для розробки сценаріїв, які відповідають посадам і галузі. Переконайтеся, що сценарії різноманітні та охоплюють різні потенційні ситуації, з якими можуть зіткнутися працівники.
3.Розробити необхідні матеріали та технології
Крок: Підготувати всі ресурси, необхідні для ефективного проведення тренінгу.
Дія: Створіть детальні сценарії, посібники для рольових ігор та інтерактивні елементи, такі як симуляції або віртуальна реальність. Інвестуйте в необхідні технології, такі як платформи для електронного навчання, VR-гарнітури або програмне забезпечення для розгалуження сценаріїв.
4.Провення навчання
Крок: Реалізуйте навчальну програму, використовуючи розроблені сценарії.
Дія: Сприяти проведенню тренінгів, як очних, так і віртуальних, або за допомогою змішаного підходу. Переконайтеся, що тренери добре підготовлені, щоб керувати учасниками та надавати підтримку в разі потреби. Заохочуйте активну участь і залучення учнів.
5.Оцінити ефективність
Крок: Оцініть вплив тренінгу на успішність учнів та закріплення знань.
Дія: Оцініть ефективність тренінгу, використовуючи комбінацію оцінок до і після тренінгу, опитувань зворотного зв'язку та показників ефективності. Зберіть дані про те, наскільки добре учні застосовують навички на своїх робочих місцях.

## Приклади використання[2]
Навчання на основі сценаріїв можна використовувати в широкому діапазоні контекстів. Давайте розглянемо кілька прикладів того, де SBL може бути надзвичайно корисною частиною вашої навчальної програми:
1. Комплаєнс-тренінг
Комплаєнс-тренінги відіграють важливу роль у будь-якому організаційному навчанні. Важливо переконатися, що ваші співробітники розуміють і дотримуються законів, нормативних актів і політик. Однак, як правило, це одна з найменш цікавих тем для вивчення.
На щастя, навчання на основі сценаріїв може бути ефективним способом навчити ваших співробітників важливим правилам і політикам. Зрештою, ви можете створювати сценарії, які імітують поширені порушення комплаєнсу та їхні наслідки, такі як інсайдерська торгівля або домагання.
Таким чином, учні можуть побачити наслідки своєї неправомірної поведінки одразу і в безпечному середовищі. Таким чином, навчання на основі сценаріїв може допомогти вам покращити поведінку працівників та зменшити ризик юридичних проблем для вашої організації.
2. Тренінг з продажів
Сценарне навчання може бути ефективним способом навчити ваших співробітників навичкам продажів, таким як пошук клієнтів, ведення переговорів і закриття угод. Реалістичні сценарії продажів допомагають вашим учням застосовувати свої знання та навички таким чином, щоб відповідати потребам ваших потенційних клієнтів.
Ви можете використовувати сценарії для моделювання ситуацій, в яких студенти можуть попрактикуватися у визначенні потреб клієнтів, роботі з запереченнями та укладанні угод. Негайний зворотній зв'язок і поради дозволять вашим учням вчитися на своїх помилках і вдосконалювати техніку продажів.
Ще одна перевага навчання на основі сценаріїв для тренінгу з продажів полягає в тому, що ви можете легко налаштувати його відповідно до конкретних потреб різних відділів продажів. Зрештою, різні організації мають дуже різні цільові клієнти та стратегії продажів.
3. Навчання з охорони здоров'я та безпеки
Лише у Великій Британії щороку трапляється понад 100 смертельних травм на виробництві. Крім того, 36,8 мільйона робочих днів було втрачено через виробничі травми або поганий стан здоров'я в період між 2021 і 2022 роками.
З огляду на це, навчання з охорони здоров'я та безпеки праці, безумовно, має важливе значення. Якщо помилитися в цьому питанні, наслідки можуть бути серйозними. На щастя, сценарії забезпечують безпечний спосіб покращити навички та знання ваших команд.
Наприклад, ви можете створити сценарії, які імітують поширені небезпеки на робочому місці, такі як послизання, спотикання, падіння або поводження з небезпечними речовинами. Так само можна зосередитися на потенційних психологічних проблемах і викликах.
Використовуючи сценарії, ви можете переконатися, що ваші учні належним чином підготовлені до вирішення різноманітних складних ситуацій і розуміють, як правильно на них реагувати. Зрештою, вони можуть вчитися на своїх помилках без будь-яких реальних наслідків.
4. Тренінг комунікативних навичок
Протягом багатьох років комунікація вважається однією з найважливіших навичок, якими потрібно володіти. І в цьому є сенс! Комунікативні навички допомагають вам точно висловлювати свої думки та розуміти людей, з якими ви взаємодієте на роботі.
Сценарні тренінги — чудовий спосіб покращити комунікацію. Насправді, він природно підходить для будь-якого типу тренінгу міжособистісних навичок.
синхронне та асинхронне навчання
Зрештою, сценарії можуть легко та ефективно імітувати будь-яку форму діалогу або розмови. Це може бути діалог з продажу та обслуговування клієнтів, спілкування між лікарями та їхніми пацієнтами або менеджерами та їхніми командами. Як результат, учні природним чином покращуватимуть свої комунікативні навички під час процесу.
Однак ви також можете зосередитися виключно на комунікації як темі вашого тренінгу. Діалогові рольові ігри допоможуть вашим студентам зрозуміти, наприклад, ефективні підходи до спілкування з різними аудиторіями.
5. Тренінг з розвитку навичок критичного мислення
Згідно зі звітом McKinsey, критичне мислення є однією з головних навичок, які роботодавці шукають у нових працівників. Зрештою, це допомагає їм забезпечити майбутнє своїх організацій.
Подібно до комунікативних навичок, ви можете використовувати навчання на основі сценаріїв, щоб покращити навички критичного мислення ваших учнів. Цей підхід природно покращить цю навичку, оскільки ваші учні повинні ретельно обдумувати наслідки вибору, який вони роблять.
6. Навчання на завданнях з високим ступенем ризику
Як ми вже з'ясували, сценарії створюють навчальне середовище з низьким рівнем ризику. Це робить навчання на основі сценаріїв корисним підходом для відпрацювання завдань з високим рівнем ризику.
Навчання на основі сценаріїв є зручним підходом для професій, які передбачають певний елемент ризику. Це стосується, наприклад, військових, поліцейських, пілотів та хірургів. Адже помилка в цих професіях може коштувати людського життя. Це означає, що практичні завдання можуть бути складними або небезпечними.
Тому вам слід створювати сценарії, які імітують завдання з високим ступенем ризику, наприклад, знешкодження бомби або проведення хірургічної операції. Ви можете додати рівень реалізму до своїх сценаріїв і створити більш автентичний досвід, використовуючи такі інструменти, як віртуальна реальність або серйозні ігри.
7. Навчання з кібербезпеки
За даними Accenture, середньорічна вартість кіберзлочинів для компаній, що надають фінансові послуги, досягла 18,5 мільйонів доларів США. Це реальна загроза, до якої більшість організацій готуються.
Ви можете використовувати навчання на основі сценаріїв для підготовки ваших команд з кібербезпеки в таких сферах, як управління ризиками, аналіз загроз та реагування на інциденти. Це дає змогу вашим учням розвивати свої навички та знання з протидії кіберзагрозам та атакам.
Аналогічно, ви можете використовувати навчання на основі сценаріїв для всього персоналу, щоб переконатися, що вони розуміють кіберзагрози та поширені тактики, такі як фішинг або атаки з використанням паролів. Зрештою, такий підхід дає змогу покращити спроможність вашої організації до кібербезпеки та захистити її критичні активи.
8. Обслуговування клієнтів
Навчання на основі сценаріїв є ефективним підходом до навчання з обслуговування клієнтів, оскільки дозволяє вашим співробітникам розвивати свої навички та знання, коли справа доходить до вирішення різних ситуацій з клієнтами.
Це дуже важливо, оскільки кожен третій клієнт каже, що змінив би компанію після одного поганого досвіду обслуговування. Це, в свою чергу, може спричинити значний фінансовий тягар, оскільки залучення нових клієнтів зазвичай обходиться дорожче, ніж утримання існуючих.
З огляду на це, вам слід створити різні сценарії для відтворення типових взаємодій з клієнтами, таких як робота зі скаргами або продаж послуг. Такі тактики, як рольові ігри, можуть бути особливо корисними у навчанні з обслуговування клієнтів.
Навчання на основі сценаріїв дозволяє вашим співробітникам експериментувати з різними підходами, покращувати запам'ятовування ключових концепцій обслуговування клієнтів і отримувати негайний зворотний зв'язок щодо їхніх відповідей.
Пристосовуючи сценарії до типів взаємодії з клієнтами, з якими зазвичай стикаються ваші співробітники, ви можете створити більш релевантний та ефективний навчальний процес.
9. Тренінг лідерських навичок
Згідно зі звітом Deloitte, 86 % керівників вважають лідерство одним з головних викликів для себе.
На щастя, навчання на основі сценаріїв є потужним інструментом для розвитку лідерських якостей. Зрештою, воно дозволяє вашим співробітникам розвивати свої навички прийняття рішень, вирішення проблем та комунікації. Всі ці навички є невід'ємною частиною великого лідерства.